# Trattato tedesco-spagnolo del 1899
Il trattato tedesco-spagnolo del 1899 è un trattato firmato tra l'Impero tedesco e la Spagna, il 12 febbraio 1899, nella quale la Spagna vendeva alla Germania i suoi ultimi possedimenti delle Indie orientali spagnole per la somma di 25 milioni di pesetas spagnole, ovvero pari a 17 milioni di Marks.

## Storia
Scoperte nel 1526 dell'esploratore spagnolo Alonso Toribio de Salazar, le isole Caroline furono così chiamate in onore di Carlo V d'Asburgo, imperatore del Sacro Romano Impero Germanico e re di Spagna con il nome di Carlo I di Spagna.
Nel 1732 vi arrivarono dei missionari, e soltanto nel 1875 la Spagna fece valere i suoi diritti sulle isole dell'arcipelago, ponendole sotto l'amministrazione coloniale delle Filippine.
Da questo, la Germania contestò la presenza spagnola sull'isola Yap ma l'arbitrato del Papa Leone XIII nel 1885 pose fine alla lite tra le due nazioni, concedendo alla Germania il diritto al libero scambio commerciale mentre la Spagna cessava di occupare ufficialmente l'arcipelago a partire dall'anno seguente.
Nel 1898 la perdita delle Filippine e dell'isola di Guam a seguito del Trattato di Parigi del 1898, che mise fine alla guerra ispano-americana, rese di fatto il resto dei possedimenti spagnoli dell'Oceano Pacifico ingovernabile, improduttivo e indifendibile.
Il governo di Madrid prese allora la decisione di vendere quello che rimaneva di tali possedimenti delle Indie Orientali a Berlino, che fece allora pressione affinché la vendita si facesse a suo favore.
Quindi le isole Caroline, le isole Marianne e Palau furono incluse nel trattato che fu firmato il 12 febbraio 1899 dal primo ministro spagnolo Francisco Silvela e il cancelliere tedesco Chlodwig de Hohenlohe-Schillingsfürst.